# Nadir Abdurrahmanov
Nadir Abdurrahmanov (en azerí: Nadir Əbdürrəhmanov; Laçın, 5 de diciembre de 1925 – Bakú, 26 de julio de 2008) fue un pintor de Azerbaiyán, Artista del Pueblo de la RSS de Azerbaiyán.

## Biografía
Nadir Abdurrahmanov nació el 5 de diciembre de 1925 en Laçın. En 1941-1944 estudió en la escuela de arte en nombre de Azim Azimzade en Bakú. Después continuó su educación en la Academia Imperial de las Artes en San Petersburgo en 1947-1953. Pero el artista recibió su primera educación superior en el campo de la medicina. Él estudió en la Universidad de Medicina de Azerbaiyán en 1944-1947. Desde 1954 enseñó en la escuela de arte. Él fue jefe del departamento de pintura en la Academia Estatal de Artes de Azerbaiyán y fue profesor de la Universidad Estatal de Cultura y Arte de Azerbaiyán. En 1960-1970 fue presidente de la Unión de Artistas de Azerbaiyán. 
Nadir Abdurrahmanov murió el 26 de julio de 2008 en Bakú y fue enterrado en el Segundo Callejón de Honor.

## Premios y títulos
- Orden de la Insignia de Honor (1959)
- Artista de Honor de la RSS de Azerbaiyán (1960)
- Artista del Pueblo de la RSS de Azerbaiyán (1964)
- Premio Estatal de la RSS de Azerbaiyán (1985)